# Bristol T.B.8
Bristol T.B.8 là một loại máy bay hai tầng cánh của Anh đầu thập niên 1910, do công ty Bristol Aeroplane Company chế tạo. Đầu tiên nó được dùng làm máy bay huấn luyện, sau đó Cục Không quân Hải quân Hoàng gia (RNAS) sử dụng nó làm máy bay ném bom vào thời gian đầu của Chiến tranh thế giới I.

## Quốc gia sử dụng
Romania
- Không quân Hoàng gia Romania

 Anh Quốc
- Quân đoàn Không quân Hoàng gia
- Cục Không quân Hải quân Hoàng gia

## Tính năng kỹ chiến thuật (T.B.8)
Dữ liệu lấy từ Bristol Aircraft Since 1910 
Đặc điểm tổng quát
- Kíp lái: 2
- Chiều dài: 29 ft 3 in (8,92 m)
- Sải cánh: 37 ft 8 in (11,48 m)
- Chiều cao:  ()
- Diện tích cánh: 450 ft² (41,8 m²)
- Trọng lượng rỗng: 970lb (441 kg)
- Trọng lượng cất cánh tối đa: 1.665 lb (757 kg)
- Động cơ: 1 × Gnome, 50, 80, 100hp (~60 kW)

 Hiệu suất bay 
- Vận tốc cực đại: 56 - 61 knot (65-70 mph, 105 - 113 km/h)
- Thời gian bay: 5 h
- Lên độ cao 3000 ft (915 m): 11 phút

Trang bị vũ khí

- 12 x quả bom 10 lb (4.5 kg)
- Một số máy bay lắp thêm 1 súng máy 7,92 mm